# Burhanuddin Rabbani
Burhanuddin Rabbani, född 20 september 1940 i Badakhshan, död 20 september 2011 i Kabul, var en afghansk politiker och landets president från juni 1992 till december 2001, varav tiden september 1996–september 2001 endast var pro forma eftersom talibanerna då hade den reella makten i landet. Han var etnisk tadzjik och politisk ledare för Norra alliansen i Afghanistan. 
1992 blev han ordförande för Afghanistans islamiska råd (och därmed ledare av landet). När Kabul 1996 erövrades av talibanerna tog Rabbani, med stöd av Iran och Ryssland, upp kampen mot talibanerna utifrån sitt huvudkvarter i den nordafghanska staden Feyzabad.
Rabbani erkändes under talibanstyret av FN, och de flesta av dess medlemsländer, som Afghanistans legitima ledare och då den amerikansk-ledda koalitionen 2001 störtade talibanerna erövrade han Kabul och utropade sig till statschef. Den 22 december samma år överlämnade Rabbani formellt makten till en interimsadministration ledd av Hamid Karzai.
Rabbani dödades i en bombattack i Kabul den 20 september 2011.